# Niederländische Grundstücksverwaltung
De Niederländische Grundstücksverwaltung (NGV) (Nederlands: Nederlandse Administratie van Onroerende Goederen) was een stichting die in opdracht van Rijkscommissaris Arthur Seyss-Inquart werd opgericht op 16 augustus 1941. Het had als doel om Joods onroerend goed in Nederland te registreren en ariseren. Het beheer van het onroerend goed werd vervolgens uitbesteed aan derden, zogenaamde ‘Verwalters’ (beheerders). De NGV werd door het Militaire Gezag omschreven als ‘het toporgaan van het beheer van het Joodsche onroerend goed in Nederland’.
Het kantoor van de Niederländische Grundstücksverwaltung was gevestigd aan de Juliana van Stolberglaan 45 in Den Haag. Tot 1939 was hier de Tsjechische ambassade gevestigd. Na de bezetting van Tsjecho-Slowakije door nazi-Duitsland kwam dit pand leeg te staan.

## Aangifte Joods grondbezit
Verordening 189/1940 van 22 oktober 1940 'betreffende het aangeven van joodsche ondernemingen’ zorgde ervoor dat Joodse ondernemingen en vastgoed dat in bezit was van deze ondernemingen in kaart werden gebracht. De ondernemingen moesten aangemeld worden bij de Wirtschaftsprüfstelle (Bureau voor Economisch onderzoek), een afdeling van het Generalkommissariat für Finanz und Wirtschaft. Voor het beheer van grote bedrijven werden, meestal Duitse, Treuhänders of Verwalters (bewindvoerders) aangewezen die waren aangesteld door de Omnia-Treuhandgesellschaft. Bekende bedrijven die onder bewind gesteld waren, waren onder andere: De Bijenkorf, Modemagazijnen Gebroeders Gerzon, de HEMA en Maison de Bonneterie.
In juni 1941 werd deze maatregel uitgebreid en werden Joden verplicht hun landbouwgrond voor 1 september 1941 te verkopen aan niet-Joden. Verordening 154/1941 van 11 augustus 1941 verplichtte Joden om voor 15 september 1941 hun overig grondbezit schriftelijk aan te melden bij de NGV. Waar de Wirtschaftsprüfstelle gericht was op het beheer van bedrijven, richtte de NGV zich op het beheer van Joods grondbezit.
Joods grondbezit werd omschreven als vastgoed dat toebehoorde aan Joodse ondernemingen, Joodse private rechtspersonen en Joodse verenigingen, instellingen en stichtingen. Daarnaast behoorden ook het recht van opstal, erfpacht, huurinkomsten en hypotheken waartoe Joden gerechtigd waren tot Joods grondbezit. In verordening 154/1941 stond tevens dat het Joods grondbezit, met toestemming van de Rijkscommissaris, kon worden “vervreemd, belast en verhuurd, dan wel onderworpen aan veranderingen in den eigendom of in het bezit.” Ook deze bevoegdheden konden worden overgedragen aan de ‘Verwalters’ (beheerders).

## Het beheer en verkoop
De NGV had in Nederland ongeveer tussen de 16.000 en 20.000 percelen en 6.000 hypotheken in beheer. Om het beheer in goede banen te leiden werd Nederland door de NGV in vijf ‘Hauptverwaltungsbezirke’ (administratieve districten) verdeeld: Amsterdam, Arnhem, Den Haag, Eindhoven en Groningen. Deze districten werden geleid door officieel beëdigde beheerders. Deze beheerders waren zowel particuliere makelaars als hiervoor opgerichte ondernemingen. Zij waren Duitsgezind en veelal lid van de Nationaal-Socialistische beweging. Bekende beheerders waren makelaar Johannes Petrus Everout van ‘makelaarskantoor P. Everout’ in Amsterdam en de ondernemingen A.N.B.O. (Algemeen Nederlandsch Beheer van Onroerende Goederen) en Administratiekantoor Nobiscum, beiden uit Den Haag. De beheerders waren actief in heel Nederland. Zo had het A.N.B.O. diverse bijkantoren, waaronder in Groningen, Den Bosch en Arnhem. Dirk Hidde de Vries, directeur van het A.N.B.O., zei na de oorlog dat het A.N.B.O. tijdens de bezettingstijd voor ongeveer 400 miljoen gulden aan Joods bezit heeft beheerd.

### Hypotheken
Hypotheken waartoe Joden waren gerechtigd, waren onderdeel van het Joods grondbezit. Door middel van verordening 37/43 van 19 april 1943 werden hypotheken binnen drie maanden opeisbaar. Vanaf 1944 werden deze hypotheken overgenomen door de in 1943 daarvoor opgerichte Landelijke Hypotheekbank.

### Verhuur
Huurders van panden die in bezit waren van Joden moesten vanaf het moment dat het pand in beheer kwam van een beheerder de huursom storten op diens bankrekening. Dit geld werd vervolgens overgeschreven naar de Vermögensverwaltungs- und Rentenanstalt (VVRA) en vanaf daar naar de roofbank Lippmann, Rosenthal & Co. Van dit bedrag ontvingen beheerders 3% provisie.

### Verkoop
In de praktijk kwamen de ‘veranderingen in eigendom’ neer op de onteigening en verkoop van het onroerend goed. Doordat de panden onteigend waren, kregen de oorspronkelijke eigenaren geen enkel deel van de opbrengst. De panden die werden verkocht, werden geregistreerd in de Verkaufsbücher. Daarin werden de oorspronkelijke eigenaar, de verkopende makelaar, de notaris, het verkoopbedrag en de koper vermeld. Als een pand verkocht werd, ontving de makelaar 2% van de koopsom. In de Verkaufsbücher staan meer dan 7.100 transacties van Joods onroerend goed vermeld. Aangezien het eerste deel van de Verkaufsbücher ontbreekt, wordt het totale aantal transacties geschat op 7.500. Volgens de Verkausbücher is er tijdens de oorlogsjaren voor 99.331.400 gulden aan onroerend goed geroofd en vervolgens verkocht. De onteigening van Joodse woningen, bedrijven en grond gebeurde in 225 Nederlandse gemeentes.

## Na de Tweede Wereldoorlog
De Militaire Commissaris van Den Haag stelde notaris mr. H.C. Schalij, advocaat en procureur mr. J.F. Hijmans en L. van Eesteren aan om de NGV, samen met het A.N.B.O. en Nobiscum, te besturen. Vanaf 1947 werd het beheer over alle personen en organisaties die namens de NGV werkten samengebracht bij het Bureau Bijzondere Beheren van het Nederlands Beheersinstituut. Uiteindelijk werd een bedrag van 79 miljoen gulden aan de crediteuren erkend.